# Лоренсвилл (Виргиния)
Лоренсвилл  (англ. Lawrenceville) — город и административный центр округа Брансуик в штате Виргиния США. По данным переписи 2020 года, численность населения составляла 1014 человек.

## Население
| 2010 | 2020  |
| ---- | ----- |
| 1438 | ↘1014 |